# Abdeljalil Hadda
Abdeljalil Hadda (Meknes, 23 maart 1972) is een Marokkaans voormalig profvoetballer die doorgaans als aanvaller speelde. Hij sloot in 2004 zijn carrière af. Hadda kwam 48 keer uit voor het Marokkaans voetbalelftal en was o.a actief op het WK 1998 en de Afrika Cups van 1998 en 2000. Hij scoorde 19 keer in het shirt van de Leeuwen van de Atlas.

## Clubcarrière
Hadda werd geboren in Meknes en begon in 1992 zijn carrière bij CODM de Meknes. In 1996 vertrok hij naar het Saoedische Al-Ittihad. Na een korte periode in Tunesië bij Club Africain, tekende hij in 1998 bij Sporting Gijon destijds uitkomend in de Segunda Division. In 2000 werd Hadda voor een halfjaar verhuurd aan Yokohama F. Marinos in Japan. In 2001 keerde “Kamatcho” voor één seizoen terug bij Club Africain in Tunesië. In 2002 keerde Hadda terug naar zijn geboorteland Marokko en speelde nog 
één seizoen voor Maghreb Fez voordat hij in 2003 terugkeerde bij de club waar hij zijn carrière startte, CODM de Meknes.
Hij zette in 2004 als 32-jarige een punt achter zijn carrière.

## Interlandcarrière
In januari 1996 debuteerde Hadda in het Marokkaans voetbalelftal in een vriendschappelijke wedstrijd tegen Tunesië. Hadda nam met het Marokkaans voetbalelftal deel aan de WK 1998. Hij scoorde op dat WK twee keer in de groepswedstrijden tegen Schotland en Noorwegen. Ook was Hadda actief op de Afrika Cup 1998 en Afrika Cup 2000. Hij kwam op beide toernooien in totaal tot 2 optredens.
In totaal speelde Hadda 41 interlands waarin hij 19 keer scoorde.

## Statistieken
| Marokkaans voetbalelftal | Marokkaans voetbalelftal | Marokkaans voetbalelftal |
| Jaar                     | Duels                    | Goals                    |
| ------------------------ | ------------------------ | ------------------------ |
| 1996                     | 4                        | 3                        |
| 1997                     | 2                        | 1                        |
| 1998                     | 9                        | 4                        |
| 1999                     | 7                        | 3                        |
| 2000                     | 5                        | 2                        |
| 2001                     | 10                       | 4                        |
| 2002                     | 4                        | 2                        |
| Totaal                   | 41                       | 19                       |